# Crescêncio
Crescêncio ou Crescente foi dos primeiros seguidores de Jesus citado no Novo Testamento. Ele é citado como tendo sido um missionário na Galácia e se tornou um companheiro de prisão de Paulo. O nome "Crescêncio" deriva do latim crescere, que significa "crescer".

## História
Crescêncio foi um companheiro de Paulo durante a sua segunda prisão, em Roma, e aparece apenas uma vez no Novo Testamento, quando é dito que ele deixou o apóstolo para ir à Galácia: "Procura vir ter comigo breve", pede Paulo a Timóteo, "pois Demas me abandonou, tendo amado o mundo presente, e foi para Tessalônica; Crescêncio para a Galácia, Tito para a Dalmácia;" (2 Timóteo 4:9–10).
Na tradição cristã, o mais antigo relato (na Constituição Apostólica, VII.46) apresenta Crescêncio como um bispo das igrejas da Galácia. Tradições posteriores, por outro lado, afirmam que ele teria sido bispo de Vienne, na Gália, e de Mogoncíaco, no Reno. Porém, mesmo as mais antigas que citam a Gália não falam deste discípulo especificamente como fundador das igrejas e acredita-se que a crença tenha surgido depois a partir de um desejo popular de justificar uma origem apostólica. As alegações de Vienne, por exemplo, podem ter surgido de uma confusão na identificação de seu primeiro bispo, também chamado Crescêncio, que viveu no século III, com o discípulo de Paulo. Há pouco também que dizer sobre Mogoncíaco.
A leitura de alguns manuscritos (como o Codex Sinaiticus e o Codex Ephraemi), que citam "Gália" ao invés de "Galácia", também já foram chamados em defesa da tese das igrejas da Gália, mas a leitura tradicional ("Galácia") é suportada pela grande maioria dos manuscritos. Crescêncio também aparece como sendo um dos Setenta Discípulos de Cristo por Pseudo-Doroteu.
Seu martírio na Galácia, sob o imperador romano Trajano (r. 98–117), comemorado em 27 de junho no martirológio romano, carece de confirmação nas listas mais antigas.